# 新南陽站
新南陽站（日语：／ Shinnan-yō eki */?）是位於山口縣周南市清水二丁目，西日本旅客鐵道（JR西日本）、日本貨物鐵道（JR貨物）山陽本線的車站。

## 歷史
- 1926年（大正15年）4月18日 - 鐵道省山陽本線德山站至福川站之間開設此站，當時名為周防富田站（日语：／）。為旅客、貨運車站。
- 1980年（昭和55年）10月1日 - 車站改名為新南陽站。
- 1987年（昭和62年）4月1日 - 伴隨國鐵分割民營化，車站由西日本旅客鐵道（JR西日本）、日本貨物鐵道（JR貨物）營運。
- 1996年（平成8年）6月1日 - 車站業務由JR西日本廣島MAINTEC（日语：JR西日本広島メンテック）負責，成為業務委託車站。綠色窗口開始營業。
- 2004年（平成16年）10月 - 綠色窗口營業時間中引入休息時間。
- 2018年（平成30年）
  - 7月6日 - 發生2018年7月西日本豪雨使車站暫停服務。
  - 8月1日 - 德山站至新山口站之間重開[1]。

## 車站構造
車站是一座地面車站，設有1面2線的島式月台。車站大樓於北邊，並設有跨線橋連接月台。
此站由德山地域鐵道部管理，並由JR西日本廣島MAINTEC負責車站業務，為業務委託車站。車站設有綠色窗口。站前廣場在毎年8月上旬成為「太陽節新南陽」會場，使當日車站有許多人使用。在車站大樓中設有宇部進學教室。

### 月台
| 月台 | 路線      | 上下行 | 方向                   |
| ---- | --------- | ------ | ---------------------- |
| 2    | ■山陽本線 | 上行   | 德山・岩國方向         |
| 3    | ■山陽本線 | 下行   | 防府、新山口、下關方向 |

### 周防富田站的時代
車站設有2面3線的月台，自從成為新南陽站後路軌配線變更，1號月台（單式月台）廢止並不再使用。當時每日也有2班岩德線列車從此站出發和到達。

## 貨物車站

### 起卸貨物
- 貨櫃貨物 - 12呎貨櫃、20呎・30呎大型貨櫃、20呎ISO海運貨櫃。
- 一般貨物 - 只有非JR貨物的班次使用。
- 工業廢料、特殊工業廢物。

### 車站構造
在本線北邊，設有1面貨櫃月台，1條使用着發線起卸方式（E&S方式）的起卸線，1條起卸線，其他分別是數條列車編組線和留置線。在本線南邊為大型貨車編組場。

### 專用線
此站南邊設有大型側線，在西邊設有向南的分支前往TOSOH株式會社南陽事業所的專用線。該專用線曾經以罐車運送化學藥品，隨後改用罐式貨櫃。另外，該專用線也會運送水泥。在2007年4月27日，專用線停止使用。
隨後上述的TOSOH專用線外，也有日本聚氨酯工業株式會社南陽工場與信越化學工業株式會社工場（現時為信越聚合物株式會社南陽工場）的專用線，在此站東邊設有向東南分支的德山曹達株式會社（現時為株式會社曹達德山工場）（在昭和19年10月開通）專用線，現時已經廢止。

## 使用狀況
以下為近年1日平均乘車人次列表：
| 乘車人次變化 | 乘車人次變化    |
| 年度         | 1日平均乘車人次 |
| ------------ | --------------- |
| 1999         | 1,124           |
| 2000         | 1,084           |
| 2001         | 1,057           |
| 2002         | 1,048           |
| 2003         | 1,068           |
| 2004         | 1,075           |
| 2005         | 1,082           |
| 2006         | 1,109           |
| 2007         | 1,166           |
| 2008         | 1,237           |
| 2009         | 1,197           |
| 2010         | 1,185           |
| 2011         | 1,204           |
| 2012         | 1,226           |
| 2013         | 1,232           |
| 2014         | 1,202           |
| 2015         | 1,238           |
| 2016         | 1,241           |
| 2017         | 1,270           |
| 2018         | 1,295           |

## 車站周邊
- 永源山公園（日语：永源山公園）（夢風車）
- youme Town（日语：ゆめタウン）新南陽
- AEON Town周南（日语：イオンタウン周南）
- Fuji（日语：フジ (チェーンストア)）新南陽店
- TOSOH（日语：東ソー）生協本店
- 周南市新南陽公民館
- 周南市新南陽體育館
- 周南市社會文化會堂
- 周南市新南陽綜合福利中心
- 政所商店街
- 周南市立新南陽市民醫院 （页面存档备份，存于）
- 山口縣立新南陽高等學校（日语：山口県立新南陽高等学校）
- 周南警署（日语：周南警察署）周南西幹部派出所（前新南陽警署）
- 周南警署富田警官連絡所（前新南陽警署富田派出所）
- 山口銀行富田分店
- 西京銀行（日语：西京銀行）富田分店
- 東山口信用金庫（日语：東山口信用金庫）富田分店
- 周南農業協同組合新南陽分所
- 新南陽政所郵局
- 新南陽商工會議所

在毎年8月會舉行「太陽節新南陽」（夏祭）活動，車站前迴旋路設有大規模舞台。在2012年為第38屆，參與人次超越8萬人。夏祭最後節目是在永源山公園放煙花。

## 巴士路線
最接近的巴士站是「新南陽站前」。設有以下巴士路線停該站，並由防長交通營運。
- 一般巴士路線
  - [2-1]：德山站前－市政廳前－川崎－新南陽站通－新南陽站前－TOSOH前
  - [2-2]：德山站前－市政廳前－川崎－新南陽站通－新南陽站前－間上－川上壩－鹿野車廠－Core Plaza鹿野(在早晚以鹿野車廠為終站)
  - [2-3]：德山站前－市政廳前－川崎－新南陽站通－新南陽站前－間上－川上壩－橫川
  - [2-4・5]：德山站前－市政廳前－川崎－新南陽站通－新南陽站前－大神－上大谷－上村－島地－堀
  - [2-6・7]：德山站前－市政廳前－川崎－新南陽站通－新南陽站前－別所－（川曲）矢櫃
  - [2-8]：德山站前－市政廳前－川崎－新南陽站通－新南陽站前－間上－川上壩－四熊
  - [2-9]：德山站前－市政廳前－川崎－新南陽站通－新南陽站前－井谷－四熊－奧四熊
  - [2-10]：德山站前－市政廳前－川崎－新南陽站通－新南陽站前－井谷－四熊－中野
  - [2-11]：德山站前－市政廳前－川崎－新南陽站通－新南陽站前－間上

- 高速巴士「福岡·防府·周南快車（日语：福岡・防府・周南ライナー）」防府站、山口站、湯田溫泉方向，與快速巴士下松站、湯野溫泉（日语：湯野温泉）、長田海濱公園方向不會駛入站前，在停在站外的新南陽站通巴士站。

## 相鄰車站
西日本旅客鐵道
■山陽本線
德山－新南陽－福川

## 注腳
1. ↑  . 朝日新聞. 2018-07-08. （原始内容存档于2018-07-16）.
2. ↑  .   [2020-03-29]. （原始内容存档于2014-10-09）.
3. ↑  山口縣統計年鑑

## 外部連結
- 新南陽｜車站資訊：JR出門網 - 西日本旅客鐵道
- 新南陽站（JR貨物）
- YouTube上的貨物站的「素顏」接觸　ＪＲ貨物・新南陽站首次公開（朝日新聞社，2019年4月29日發布）